# Petra Wahlgren
Petra Wahlgren, född 23 januari 1992 i Örebro kommun, är en svensk sångare, violinist och låtskrivare.
Sommaren 2019 medverkade i konsertturnén Diggiloo och år 2020 medverkade hon i SVT:s Doobidoo tillsammans med Fredrik Lindström.
År 2021 medverkade hon på EP-skivan Christmas Night med Evelina Olsén och Stråkkapellet. Hon medverkade på Johan Perssons soloprojekt Den svenska synden, vars första låtar släpptes 2022 och 2023.